# 四碲代硅酸铯
四碲代硅酸铯是一种无机化合物，化学式为Cs4SiTe4。它是橙红色固体，与Ba4SiAs4同构，空间群P-43n。

## 制备
四碲代硅酸铯可以通过在920K热分解叠氮化铯、碲和二碲化硅的混合物得到。